# Болотна (притока Жерева)
Болотна — річка у Малинському та Іванківському районах Житомирської та Київської областей, права притока Жереви (басейн Дніпра).

## Опис
Довжина річки 12 км, похил річки — 1,9 м/км. Формується з багатьох безіменних струмків та 4 водойм. Площа басейну 77,5 км².
Права притока річка Осниця.

## Розташування
Бере початок на південно-західній стороні від села П'ятидуб. Тече переважно на південний схід через село Олизарівку і на південно-східній його околиці впадає в річку Жереву, ліву притоку Тетерева.
Річку перетинає автомобільна дорога Т 0607.